# Norialsus elandshoeki
Norialsus elandshoeki är en insektsart som beskrevs av Van Stalle 1986. Norialsus elandshoeki ingår i släktet Norialsus och familjen kilstritar. Inga underarter finns listade i Catalogue of Life.